# Listă de guvernatori ai statului Delaware, Statele Unite ale Americii
Listă de guvernatori ai statului  Delaware după declarația de independență din 1776 : 

## Delaware(1776-1787)
| Nume                | Mandat      | Partid |
| ------------------- | ----------- | ------ |
| John McKinly *      | 1776 - 1777 |        |
| Thomas McKean *     | 1777        |        |
| George Read *       | 1777 - 1778 |        |
| Caesar Rodney *     | 1778 - 1781 |        |
| John Dickinson *    | 1781 - 1783 |        |
| John Cook *         | 1783        |        |
| Nicholas Van Dyke * | 1783 - 1786 |        |
| Thomas Collins *    | 1786 - 1787 |        |

## StatDelaware(după 1787)
| Nume                         | Mandat      | Partid              |
| ---------------------------- | ----------- | ------------------- |
| Thomas Collins *             | 1787 - 1789 |                     |
| Jehu Davis *                 | 1789        |                     |
| Joshua Clayton *             | 1789 - 1796 | Federatist          |
| Gunning Bedford              | 1796 - 1797 | Federatist          |
| Daniel Rogers                | 1797 - 1799 | Federatist          |
| Richard Bassett              | 1799 - 1801 | Federatist          |
| James Sykes                  | 1801 - 1802 | Federatist          |
| David Hall                   | 1802 - 1805 | Democrat-republican |
| Nathaniel Mitchell           | 1805 - 1808 | Federatist          |
| George Truitt                | 1808 - 1811 | Federatist          |
| Joseph Haslet                | 1811 - 1814 | Democrat-republican |
| Daniel Rodney                | 1814 - 1817 | Federatist          |
| John Clark                   | 1817 - 1820 | Federatist          |
| Jacob Stout                  | 1820 - 1821 | Federatist          |
| John Collins                 | 1821 - 1822 | Democrat-republican |
| Caleb Rodney                 | 1822 - 1823 | Federatist          |
| Joseph Haslet                | 1823        | Democrat-republican |
| Charles Thomas               | 1823 - 1824 | Democrat-republican |
| Samuel Paynter               | 1824 - 1827 | Federatist          |
| Charles Polk                 | 1827 - 1830 | Federatist          |
| David Hazzard                | 1830 - 1833 | Național-republican |
| Caleb Bennett                | 1833 - 1836 | Democrat-republican |
| Charles Polk                 | 1836 - 1837 | Whig                |
| Cornelius Comegys            | 1837 - 1841 | Whig                |
| William Cooper               | 1841 - 1845 | Whig                |
| Thomas Stockton              | 1845 - 1846 | Whig                |
| Joseph Maull                 | 1846 - 1846 | Whig                |
| William Temple               | 1846 - 1847 | Whig                |
| William Tharp                | 1847 - 1851 | Democrat            |
| William Ross                 | 1851 - 1855 | Democrat            |
| Peter Causey                 | 1855 - 1859 | -                   |
| William Burton               | 1859 - 1863 | Democrat            |
| William Cannon               | 1863 - 1865 | Republican-Unionist |
| Gove Saulsbury               | 1865 - 1871 | Democrat            |
| James Ponder                 | 1871 - 1875 | Democrat            |
| John Cochran                 | 1875 - 1879 | Democrat            |
| John Hall                    | 1879 - 1883 | Democrat            |
| Charles Stockley             | 1883 - 1887 | Democrat            |
| Benjamin Biggs               | 1887 - 1891 | Democrat            |
| Robert Reynolds (politicien) | 1891 - 1895 | Democrat            |
| Joshua Marvil                | 1895        | Republican          |
| William T. Watson            | 1895 - 1897 | Democrat            |
| Ebe Tunnell                  | 1897 - 1901 | Democrat            |
| John Hunn                    | 1901 - 1905 | Republican          |
| Preston Lea                  | 1905 - 1909 | Republican          |
| Simeon Pennewill             | 1909 - 1913 | Republican          |
| Charles Miller               | 1913 - 1917 | Republican          |
| John Townsend, Jr.           | 1917 - 1921 | Republican          |
| William Denney               | 1921 - 1925 | Republican          |
| Robert Robinson              | 1925 - 1929 | Republican          |
| C. Douglass Buck             | 1929 - 1937 | Republican          |
| R. C. McMullen               | 1937 - 1941 | Democrat            |
| Walter Bacon                 | 1941 - 1949 | Republican          |
| Elbert Carvel                | 1949 - 1953 | Democrat            |
| James Boggs                  | 1953 - 1960 | Republican          |
| David Buckson                | 1960 - 1961 | Republican          |
| Elbert Carvel                | 1961 - 1965 | Democrat            |
| Charles Terry, Jr.           | 1965 - 1969 | Democrat            |
| Russell Peterson             | 1969 - 1973 | Republican          |
| Sherman Tribbitt             | 1973 - 1977 | Democrat            |
| Pierre du Pont IV.           | 1977 - 1985 | Republican          |
| Michael Castle               | 1985 - 1992 | Republican          |
| Dale Wolf                    | 1992 - 1993 | Republican          |
| Thomas Carper                | 1993 - 2001 | Democrat            |
| Ruth Ann Minner              | 2001 - 2009 | Democrat            |
| Jack Markell                 | 2009 - 2017 | Democrat            |
| John C. Carney Jr.           | 2017 -      | Democrat            |

 * a exercitat funcția de președinte până în 1793 